# Voulmentin
Voulmentin és, a partir de l'1 de gener de 2013, un municipi nou francès, situat al departament de Deux-Sèvres i a la regió de la Nova Aquitània. Al moment de la seua creació tenia 1.112 habitants.
Aquest municipi nou està conformat pels antics municipis de Voultegon, ara municipi delegat i Saint-Clémentin, que n'és la seu administrativa.